# Lisle-en-Rigault
 Lisle-en-Rigault  là một xã thuộc tỉnh Meuse trong vùng Grand Est đông nam nước Pháp. Xã này nằm ở khu vực có độ cao trung bình 187 mét trên mực nước biển.